# Quirón (luna hipotética)
Quirón (del griego, Χοίρων) fue el nombre dado a un supuesto satélite natural de Saturno que durante una temporada fue postulado tras ser avistado por Hermann Goldschmidt en 1861. Desde entonces se ha determinado que el satélite no existe.
Hermann Goldschmidt anunció el descubrimiento del, por entonces, noveno satélite de Saturno, en abril de 1861, el cual dijo que orbitaba entre Titán e Hiperión. El descubrimiento de Goldschmidt nunca fue confirmado y Quirón no fue visto de nuevo.
En 1898, William Henry Pickering descubrió Febe, que ahora es considerado el noveno satélite de Saturno. Curiosamente, en 1905, Pickering creyó haber descubierto otro satélite de Saturno, el cual, según informó, orbitó alrededor del planeta entre Titán e Hiperión. Pickering llamó a este nuevo satélite Temis. Temis, al igual que Quirón, nunca volvió a ser visto de nuevo.
Un asteroide, que se clasifica como centauro, descubierto en 1977, lleva el nombre (2060) Chiron.